# Nomada packardiella
Nomada packardiella är en biart som beskrevs av Cockerell 1906. Nomada packardiella ingår i släktet gökbin, och familjen långtungebin. Inga underarter finns listade i Catalogue of Life.